# ライン地溝帯

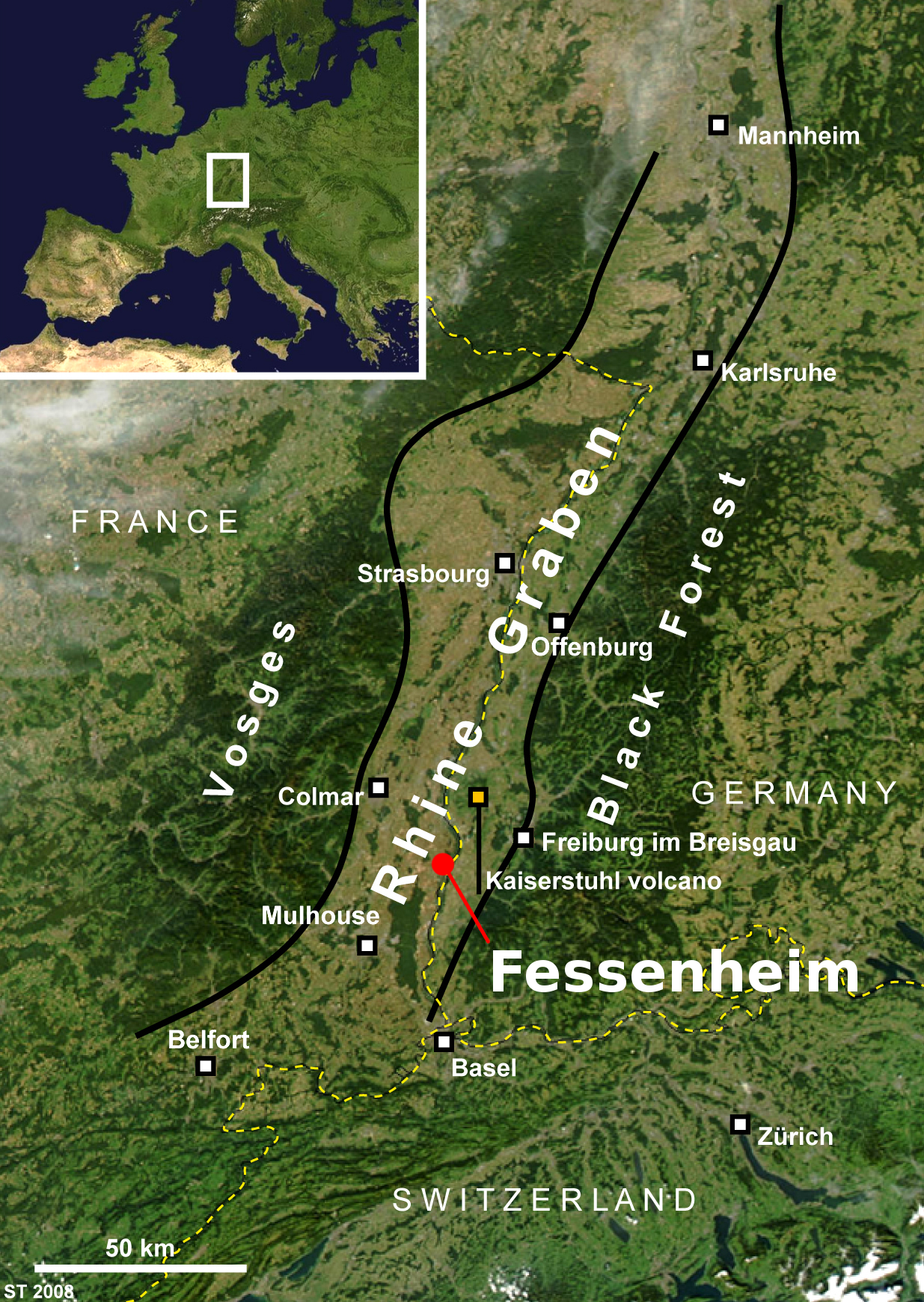
ライン地溝帯南部>無表記画像
----
Vosges = ヴォージュ山脈
Black Forest = シュヴァルツヴァルト山地
Fessenheim = 原発(en)

ライン地溝帯（ラインちこうたい）は、ライン川上流部に沿う地溝帯で、ドイツとフランスに、またごく一部はスイスにもまたがる。上部ライン(オーバーライン)渓谷(または平野、盆地)などの呼び方もある。
南北300km、東西40kmほど。西はプフェルツァーヴァルト山地とヴォージュ山脈、東はシュヴァルツヴァルト山地とオーデンヴァルト山地に地溝帯は挟まれる。

## 成因

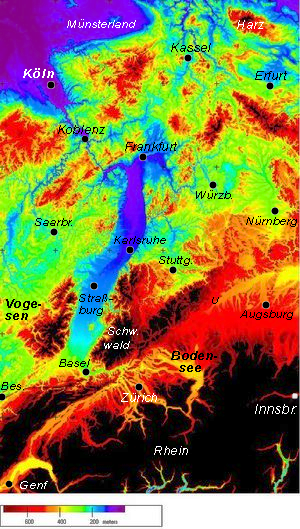
色別標高図
中央がライン地溝帯

新生代初期に形成された、西ヨーロッパを縦断する地溝帯の一部に当たる。その後のアルプス造山運動に伴って発達し、現在でも地震活動がある。1356年にはバーゼル付近でヨーロッパ中北部としては史上最大の地震があり、同市は壊滅状態となった（バーゼル地震）。

## 地理
ライン川は地溝帯南端のバーゼル付近で流れを北向きに変え、中央付近を北流した後、北部のマインツ付近で西向きに転じて中部ライン渓谷に入る。ライン地溝帯はドイツの中では比較的温暖な地域で、ブドウ栽培が盛んである。また人口と産業が比較的集中し、西ヨーロッパの中心的産業地域「ブルーバナナ」の一角をなす。ドイツの経済の中心であるフランクフルトを始めとして、以下のような都市がある。
- マインツ
- ダルムシュタット
- マンハイム
- カールスルーエ
- ストラスブール
- ミュルーズ
- バーゼル